# Sidelen-Hütte
Die Sidelen-Hütte ist eine Berghütte der Alpinen Sportschule Gotthard Genossenschaft aus Andermatt. Sie liegt im Schweizer Hochtal Urserental und somit in den Urner Alpen gelegen. Sie ist die höchstgelegene Hütte im Kanton Uri.

## Geographische Lage
Die Hütte liegt am Fusse des Sidelengletschers und ist unter anderem auf einem Bergwanderweg vom Hotel Furkablick an der Furkapassstrasse aus erreichbar. Die Hütte dient dem Schweizer Alpen-Club als Basis für Kletterkurse und wurde auch für eine Werbung des Bergsport-Ausrüsters Mammut an den nahegelegenen, «Kamele» genannten Felstürmen benutzt. Nördlich liegen das Gross Bielenhorn und der mächtige Galenstock; westlich stehen Gross und Klein Furkahorn.

## Trivia

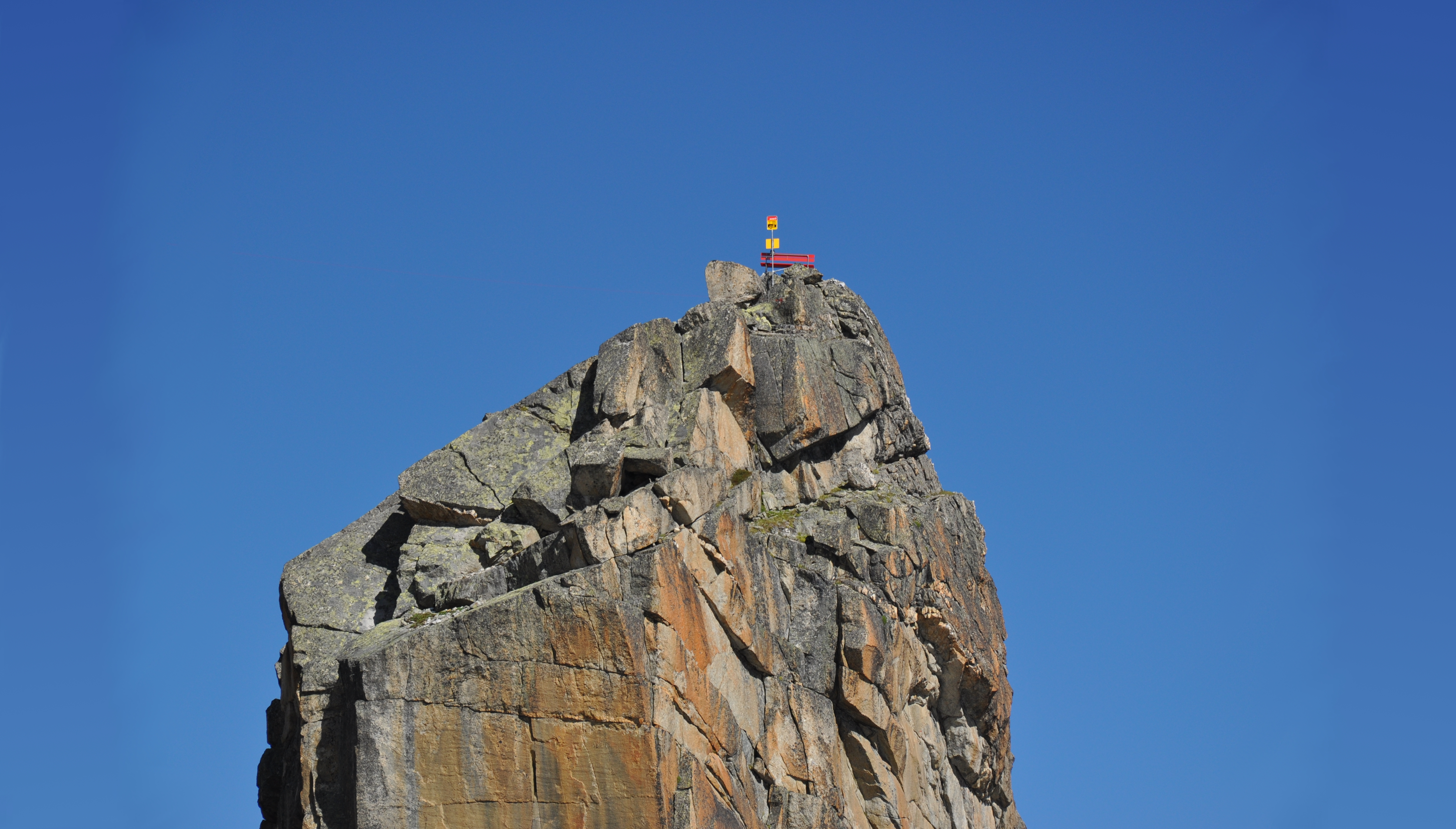
Die Postauto-Haltestelle

Auf dem Südausläufer des Galengrats steht der fast freistehende Granit-Obelisk Hannibal mit einer Höhe von 2881 m ü. M. In einem Jugend-und-Sport-Kletterlager installierten Teilnehmer 2005 eine Sitzbank auf dem Felsturm. Im darauffolgenden Jahr wurde als Gipfelbuchhalterung eine Postautohaltestellentafel hinter der Sitzbank montiert. Seither steht die fiktive Haltestelle «Hanicity» für Postautos auf dem Felsturm oberhalb der Hütte.